# Malvezie
Malvezie ist eine französische Gemeinde mit 111 Einwohnern (Stand 1. Januar 2022) im Département Haute-Garonne in der Region Okzitanien (zuvor Midi-Pyrénées). Die Einwohner werden als Malavedians bezeichnet.

## Geographie
Umgeben wird Malvezie von den sieben Nachbargemeinden:
|                  | Sauveterre-de-Comminges                     | Payssous         |
| Génos            | Kompassrose, die auf Nachbargemeinden zeigt | Izaut-de-l’Hôtel |
| Saint-Pé-d'Ardet | Cazaunous                                   | Arbon            |

## Bevölkerungsentwicklung
| Jahr                       | 1962 | 1968 | 1975 | 1982 | 1990 | 1999 | 2006 | 2012 | 2017 | 2019 |
| -------------------------- | ---- | ---- | ---- | ---- | ---- | ---- | ---- | ---- | ---- | ---- |
| Einwohner                  | 128  | 116  | 101  | 113  | 90   | 112  | 118  | 126  | 115  | 110  |
| Quellen: Cassini und INSEE |      |      |      |      |      |      |      |      |      |      |

## Sehenswürdigkeiten
- Kreuz aus dem 18. Jahrhundert
- Waschhaus, erbaut 1858

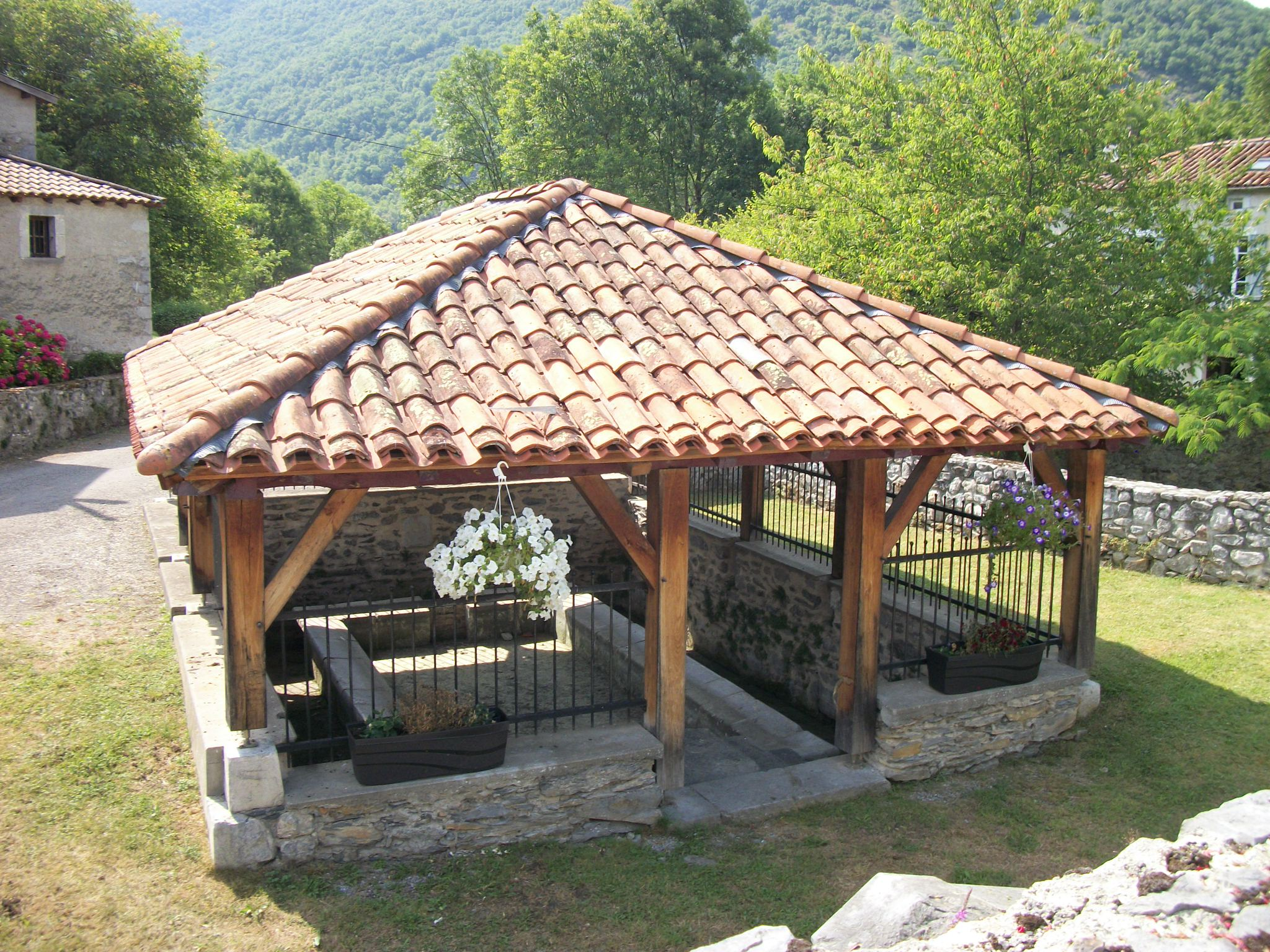
Waschhaus
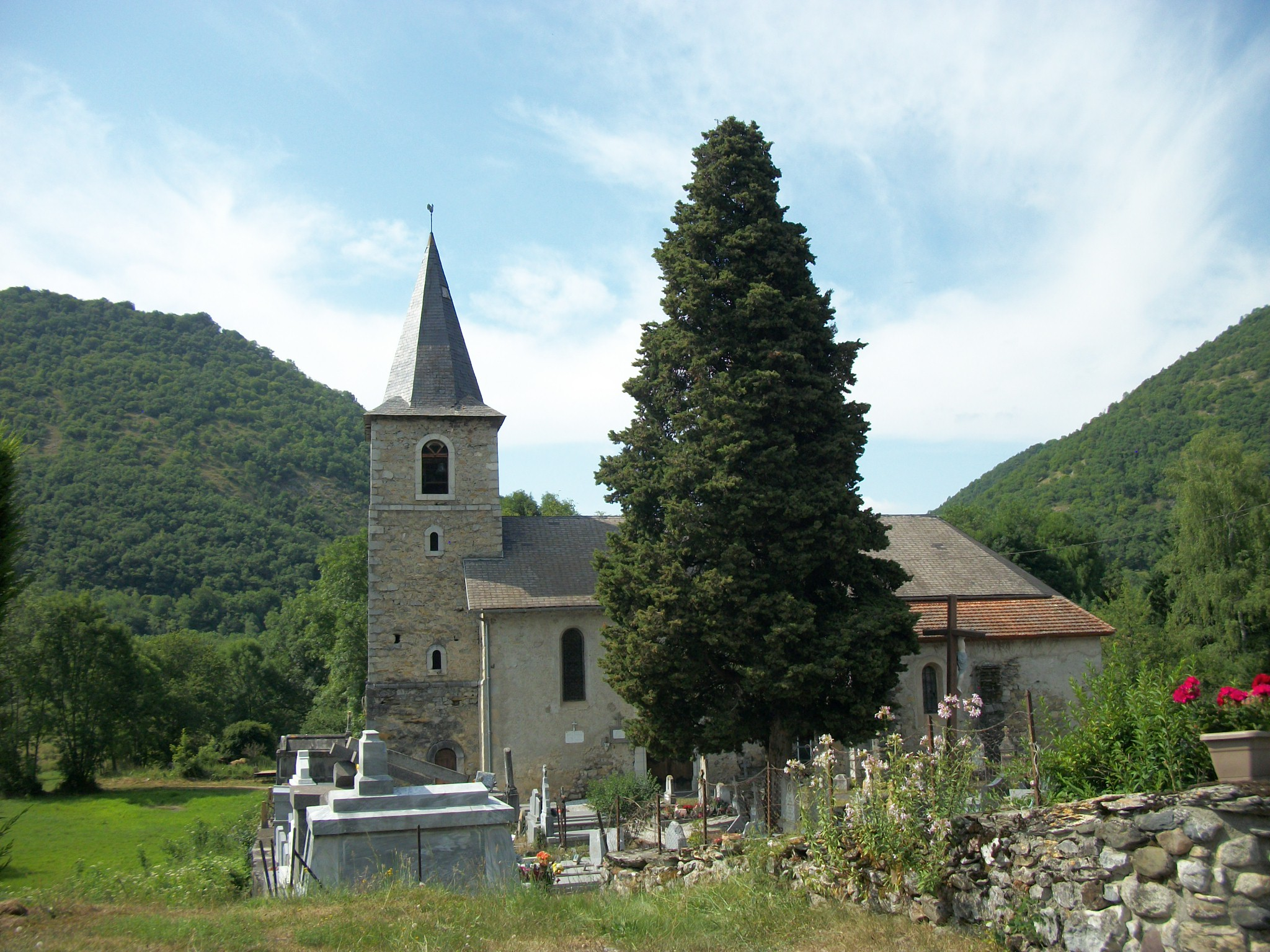
Kirche Saint-Julien